# Lecco
Lecco (lombard nyelven Lècch) város Olaszország Lombardia régiójában.

## Fekvése

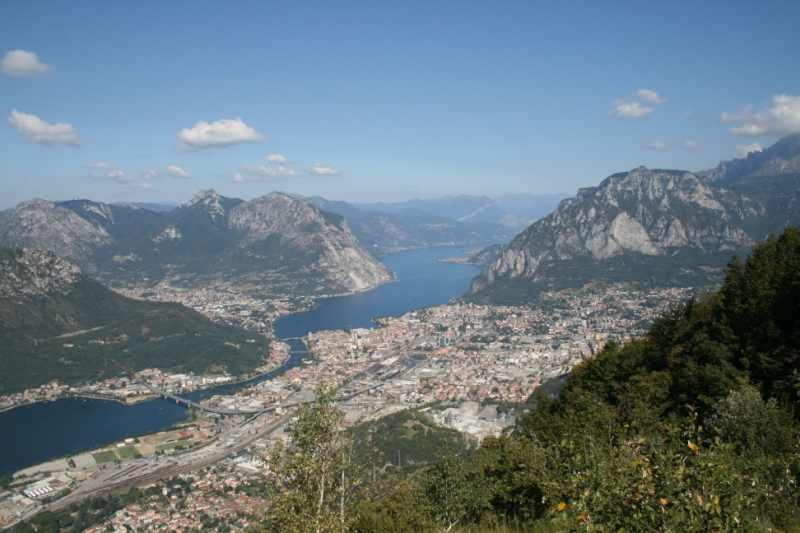
Lecco a völgykatlanban

Lecco a Comói-tó keleti ágának déli csücskénél, ahol az Adda kifolyik a tóból, magas hegyekkel körülvett völgykatlanban, 214 m magasan fekszik.

## Története
A római kori eredetű város történelme szorosan összefüggött a környező települések (Monza, Brescia, Bergamo) történelmével. Itt született Antonio Ghislanzoni (1824–1893), Verdi szövegírója; Antonio Steppani abbé (1824-1891) és Mario Cermenati (1868-1924), neves olasz jogtudósok. Itt lakott Alessandro Manzoni (1785 - 1873), író, akinek A jegyesek című regénye részben e városban játszódik és ismertté tette a Monte Resegone nevét. Itt lakott Amilcare Ponchielli zeneszerző is (1834–1886). Napjainkban a város Lombardia fontos ipari települése: fém- és textil-, valamint selyemgyártása különösen jelentős.

## Demográfia
A népesség számának alakulása:

## Fő látnivalók
- Madonna della Vittoria-templom - előcsarnoka, valamint Gaudenzio Ferrari iskolájából származó freskói művészi értékűek. A templom egy régi kastély alapfalaira épült,
- Torre del Castello - a város legérdekesebb műemléke. 1456-tól 1480-ig épült s benne kapott helyet a Civico Museo Storico (Történelmi Múzeum), amely az elmúlt három évszázad érdekes dokumentumait mutatja be.
- Palazzo Belgioioso - a 18. századból származó, igen tetszetős épület. Benne kapott helyet a Museo Civico: a történelem előtti időkből és a római korból származó leletek mellett különösen érdekes a halászat, valamint a hajóépítés történetét szemléltető kiállítás.
- Palazzo Caleotto - itt nevelkedett Alessandro Manzoni
- Ponte Azzane Visconti - az Adda-folyón átívelő híd a város legrégibb műemléke. A 14. században épült.

## Híres személyek
- Giancarlo Badessi olasz színész szülővárosa

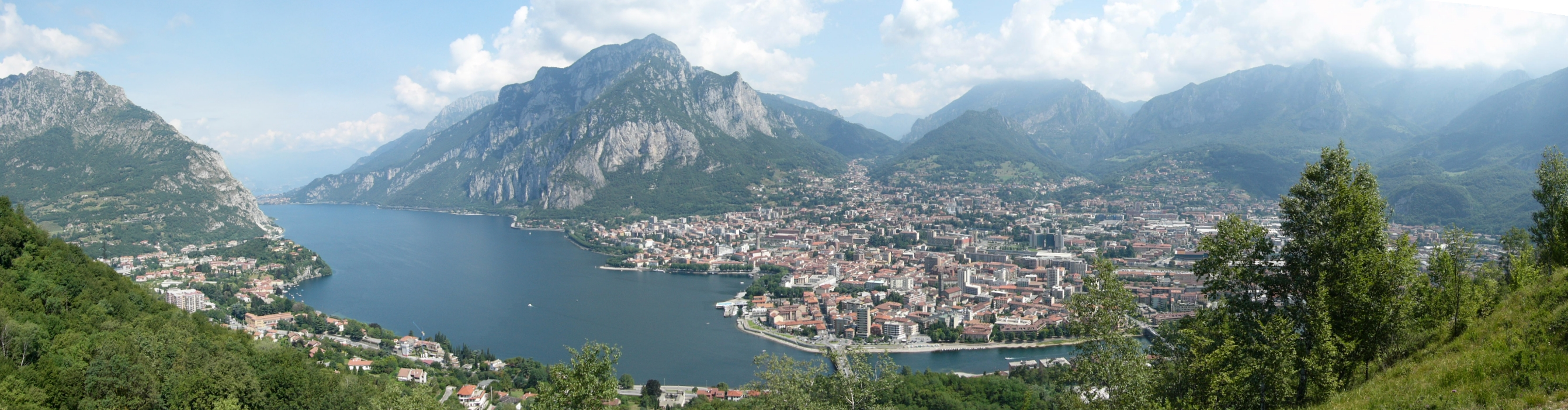
Lecco látképe